# Argío
En la mitología griega, Argío o Argeo (Άργεῖος / Argeíos - Ἀργεύς / Argeús) era un príncipe eleo hijo de Pélope e Hipodamía. Se dice que marchó a Amiclas y se desposó con Hegesandra, hija del rey Amiclas de Lacedemonia. Fruto de esta unión nacieron Aléctor, Boétoo o Beoto y Melanión, del que nada más se sabe. Al menor su hijo Aléctor fue padre de Ifíloque, la esposa de Megapentes, el hijo de Menelao.